# Mał

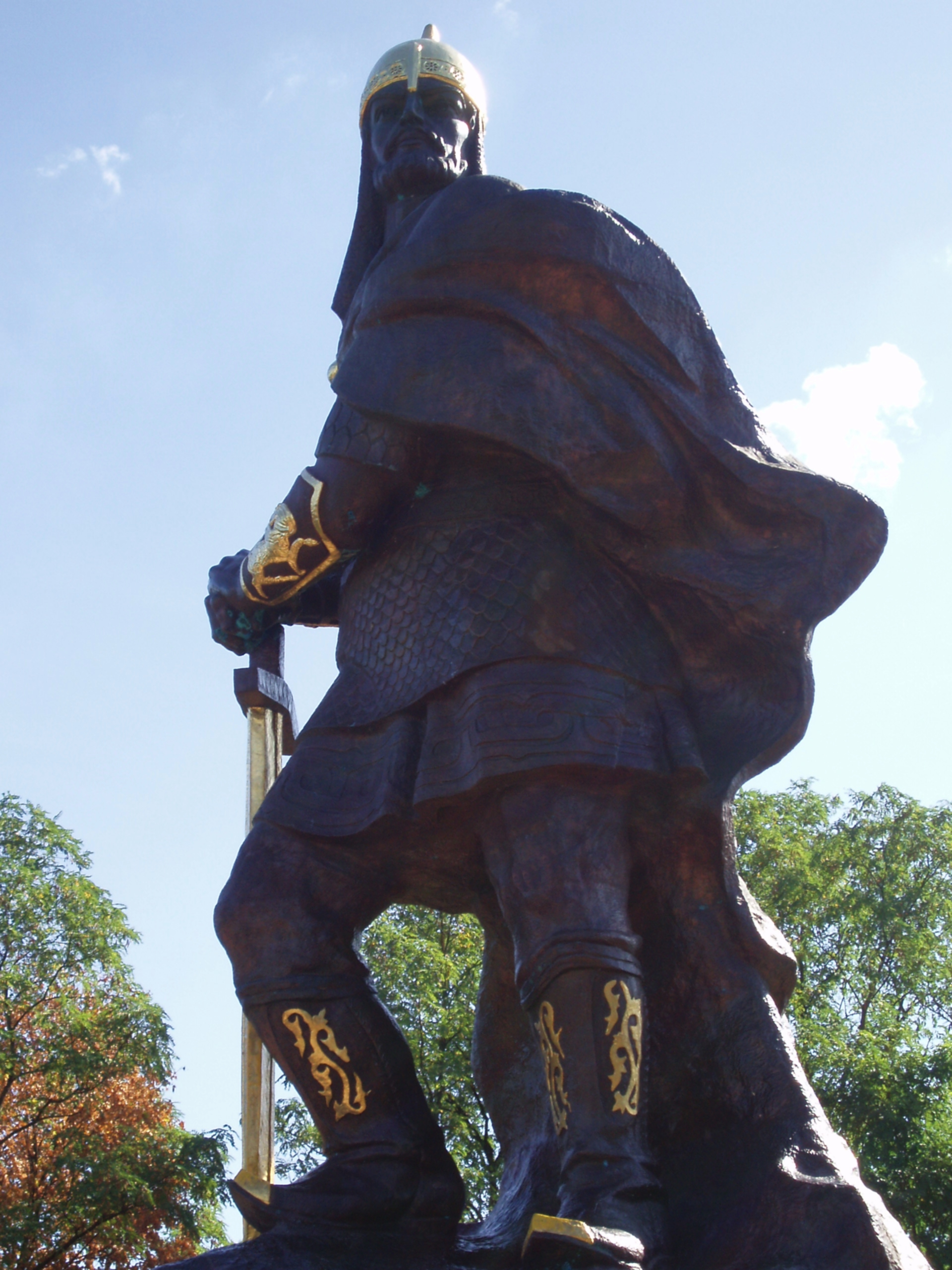
Pomnik księcia Mała w Korosteniu na Ukrainie

Mał (ukr. Мал; zm. 946) – zgodnie z relacją Powieści minionych lat książę Drewlan ze stolicą w Iskorosteniu, przywódca buntu przeciwko Rusi Kijowskiej w 945 roku.
W 945 roku Drewlanie zbuntowali się przeciwko zbyt wysokim daninom ściąganym przez kniazia kijowskiego Igora i zamordowali go. Następnie wysłali poselstwo do wdowy po Igorze, Olgi, proponując jej małżeństwo z Małem. Ta pozornie przyjmując oświadczyny, kazała podstępnie zamordować posłów w łaźni. Następnie udała się do Iskorostenia, by wyprawić tryznę na rzecz zmarłego męża; gdy Drewlanie upili się, jej drużyna wymordowała ich. O losie Mała Powieść minionych lat nie wspomina, należy jednak mniemać, iż zginął wraz z resztą możnowładców plemiennych. Jednak według hipotezy przedstawionej przez D.I. Prozorowskiego w 1864 roku Mał miał zostać wzięty do niewoli i był identyczny z Małem Lubczaninem, ojcem wojewody Dobryni oraz Małuszy, konkubiny Światosława I i matki Włodzimierza Wielkiego.